# Primul contact (Star Trek: Generația următoare)
„Primul contact” (titlu original: „First Contact”) este al 15-lea episod din al patrulea sezon al serialului TV american științifico-fantastic Star Trek: Generația următoare și al 89-lea episod în total. A avut premiera la 18 februarie 1991.
Episodul a fost regizat de Cliff Bole după un scenariu de Dennis Russell Bailey, David Bischoff, Joe Menosky, Ronald D. Moore și Michael Piller după o poveste de Marc Scott Zicree.

## Prezentare
Riker este spitalizat în timpul unei misiuni eșuate de stabilire a primului contact. Xenofobia localnicilor rezultă într-o ostilitate din ce în ce mai mare față de prezența acestuia. 

## Actori ocazionali
- George Coe - Avel Durken
- Carolyn Seymour - Mirasta Yale
- George Hearn - Berel
- Michael Ensign - Krola
- Steven Anderson - Nilrem
- Sachi Parker - Tava
- Bebe Neuwirth - Lanel